# Horst Hennig (Chemiker)

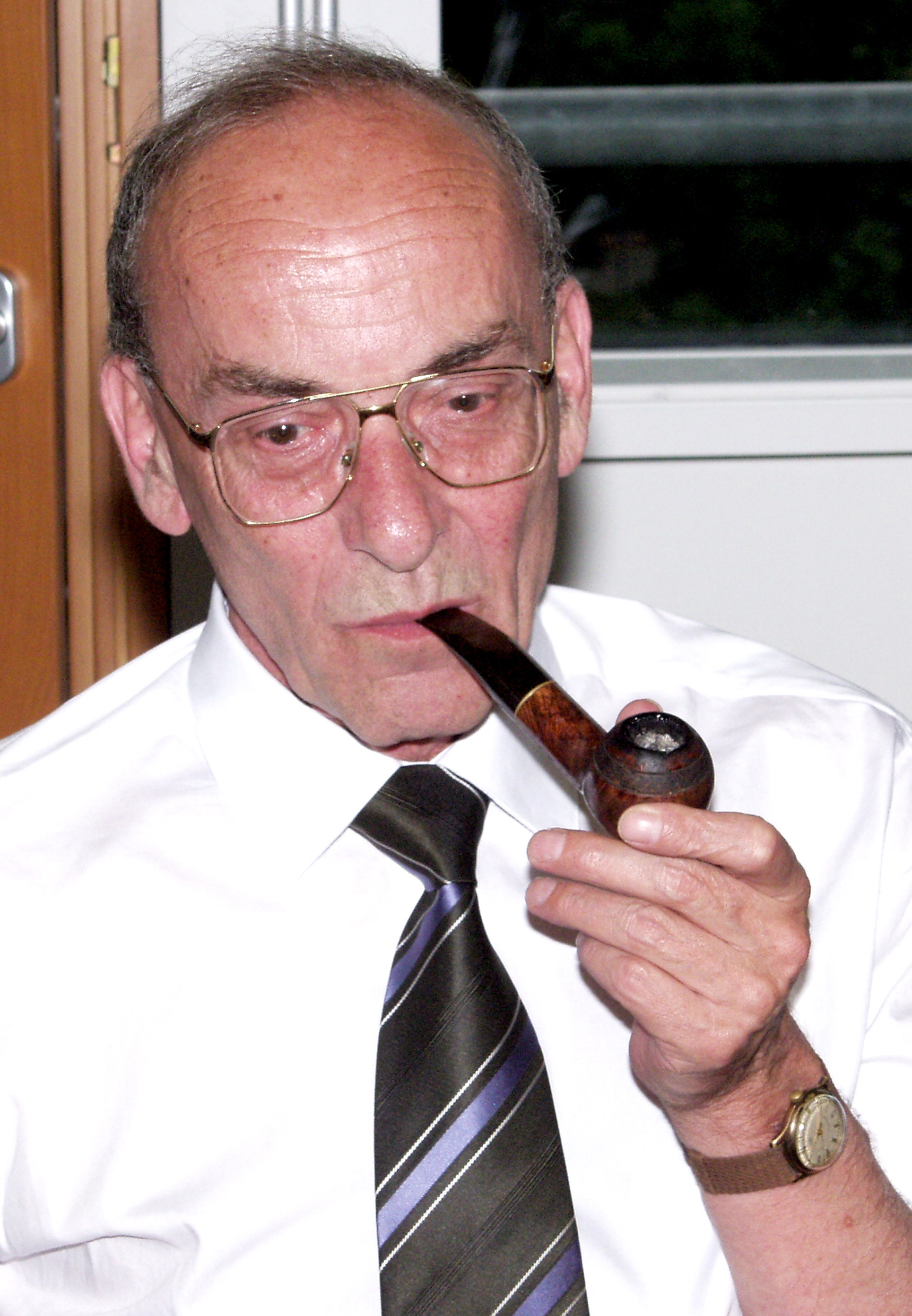
Horst Hennig (2011)

Horst Hennig (* 6. Juni 1937 in Leipzig) ist ein deutscher Chemiker und Professor. Von 1987 bis 1990 war er Rektor der Universität Leipzig.

## Leben
Horst Hennig wuchs in Leipzig auf und besuchte dort von 1943 bis 1955 Grund- und Oberschule. Nach dem Abitur begann er sein Chemiestudium an der Universität Leipzig. Die Diplomarbeit „I. Das System Ferrocen – Ferricinium II. Metallchelate ferrocensubstituierter β-Diketone“ fertigte er 1960 unter Leitung von Leopold Wolf an. Betreuer seiner Dissertation zum Thema „Vergleichende komplexchemische Untersuchungen an ferrocen- und benzolsubstituierten 1,3-Diketonen“ war ebenfalls Leopold Wolf. Hennig wurde 1964 an der Universität Leipzig zum Dr. rer. nat. promoviert, nachdem er 1960–1964 bereits als Wissenschaftlicher Assistent am Institut für Anorganische Chemie tätig war. 1964–1969 war er Wissenschaftlicher Oberassistent. Am 1. September 1969 wurde er zum Dozenten für Anorganische Chemie an der Karl-Marx-Universität Leipzig berufen. Am 26. Januar 1970 erhielt er die Facultas docendi für Anorganische Chemie; am 9. Juni 1971 promovierte er zum Dr. sc. nat., was der heutigen Habilitation entspricht. Thema der Arbeit: „Komplexchemie NH-acider Liganden.“
Nachdem ein Ruf an die Humboldt-Universität zu Berlin auf Grund von Differenzen zum angestrebten Forschungsprogramm gescheitert war, wirkte Hennig seit dem 1. September 1977 als Ordentlicher Professor für Anorganische Chemie an der Universität Leipzig. Von 1980 bis 1986 war Hennig Prorektor für Naturwissenschaften der Karl-Marx-Universität Leipzig.
Seit dem 11. November 1985 ist Hennig Ordentliches Mitglied der Sächsischen Akademie der Wissenschaften. Am 16. Juni 1988 wurde er zum Korrespondierenden Mitglied der Akademie der Wissenschaften der DDR gewählt. 1986 wurde er mit dem Gustav-Hertz-Preis der Universität Leipzig und 2002 mit der Wilhelm-Ostwald-Medaille der Sächsischen Akademie der Wissenschaften geehrt. Seit 1993 ist er Mitglied der Gelehrtengesellschaft Leibniz-Sozietät der Wissenschaften zu Berlin.
Von 1987 bis 1990 wirkte er als Rektor der Universität Leipzig.
Zu seinen wichtigsten akademischen Schülern zählen Detlef Rehorek (bis 1991 o. Prof. für Anorganische Chemie, Universität Leipzig; jetzt: Johnson Matthey, Belgien), sowie die Professoren Roland Benedix und Reiner Stich (beide HTWK Leipzig), Astrid Rehorek (FH Köln) und Roland Spitzner (Martin-Luther-Universität Halle-Wittenberg). Uwe Witzenhausen ist Inhaber und Geschäftsführer des Wichem-Umwelt- und Analysenservice, Unstruttal.
Hennig ist seit 1964 verheiratet und hat eine Tochter sowie eine Enkeltochter.

## Werke
In etwa 330 wissenschaftlichen Arbeiten und mehr als 60 Patenten hat Hennig über wichtige Forschungsbeiträge zur Komplexchemie, der Photochemie (besonders zur Photokatalyse)  und zur angewandten Chemie berichtet. Er ist Koautor von zwei Buchveröffentlichungen:
- Horst Hennig, Dieter Sicker, Juliane Franz: Grundlagen der Chemie für Mediziner, Uni-Med, Bremen, 1. Auflage,  2002, ISBN 978-3-895991554.
- Horst Hennig, Dieter Sicker, Hartmut Franz: Grundlagen der Chemie für Mediziner und Studierende anderer biologisch orientierter Naturwissenschaften, Karl F. Haug Fachbuchverlag, 6. Auflage,  2000, ISBN 978-3-830450597.
- Horst Hennig, Detlef Rehorek: Photochemische und photokatalytische Reaktionen von Koordinationsverbindungen, Berlin 1987, Stuttgart 1988, ISBN 978-3-519035046.

Ausgewählte Veröffentlichungen
- L. Wolf, H. Hennig: Ferrocensubstituierte 1,3-Diketone, Z. Chem. 3, 469 (1963).
- H. Hennig, R. Spitzner, E. Uhlemann: Über die Koordinationstendenz saurer Aminogruppen. II. Zur Komplexchemie des 8-Amino-7-acetyl-chinolins, Chem. Ber., 99, 3806 (1966).
- J. Sieler, H. Hennig: Über die Koordinationstendenz saurer Aminogruppen. IX. Die Kristall- und	Molekülstruktur von Bis(3-phenyl-5-pyridyl(2)-pyrazolato)nickel(II), Z. Anorg. Allg. Chem., 381, 219 (1971).
- L. Weber, R. Hommel, J. Behling, G. Haufe, H. Hennig: Photocatalytic Oxygenation of Hydrocarbons with Tetra-arylporphyrinato Iron(III) Complexes and Molecular Oxygen. Comparison with Cytochrome P-450 Mediated Oxygenation Reactions, J. Am. Chem. Soc., 116, 2400 (1994).
- H. Hennig, K. Hofbauer, K. Handke, R. Stich: Ungewöhnliche Reaktionswege bei der Photolyse von Diazido(phosphan)nickel(II)-Komplexen: Bildung von Nickel(0)-Komplexen über Nitrenintermediate,  Angew. Chem., 109, 373 (1997), Int. Ed. Engl., 36, 408 (1997).
- C. Hennig, K.-H. Hallmeier, G. Zahn, H. Hennig, F. Tschwatschal: The Influence of the Conformation of Dithiocarbazinic Acid Bishydrazone Ligands on the Structure of Zinc(II) Complexes – A Comparative XANES-Spectroscopic Study,  Inorg. Chem., 38, 38 (1999).
- F. Hartl, D. J. Stufkens, S. Knoblauch, H. Hennig: Electrochemical and Photochemical Properties of a Series of Copper(II) Schiff Base Complexes with Thiolate Coordination, Eur. J. Inorg. Chem., 1999, 303.
- H. Hennig, O. Brede, R. Billing, J. Schönewerk: Photoinduced Chain Reactions of Alcohols in the Presence of Diphenyliodonium Ion Pairs with Cyanometallates – Steady State UV/vis Spectroscopic and Pulse Radiolysis Studies,  Chem. Eur. J., 2001, 2114.
- H. Hennig, F. Schumer, J. Reinhold, H. Kaden, W. Oelssner, W. Schroth, R. Spitzner, F. Hartl: Molecular Structures and Electronic Transitions in 3,6-Diphenyl-1,2-dithiin and Ist Radical Cation: A Spectroelectrochemical and DFT Study, J. Phys. Chem. A, 110, 2039 (2006).
- T. Züchner, F. Schumer, R. Berger-Hoffmann, K. Müller, M. Lukas, K. Zeckert, J. Marx, H. Hennig, R. Hoffmann: Highly Sensitive Protein Detection Based on Lanthanide Chelates with Antenna Ligands Providing a Linear Range of Five Orders of Magnitude, Anal. Chem., 81, 9449 (2009), DOI: 10.1021/ac902175g.